# Archibald Alexander Gordon

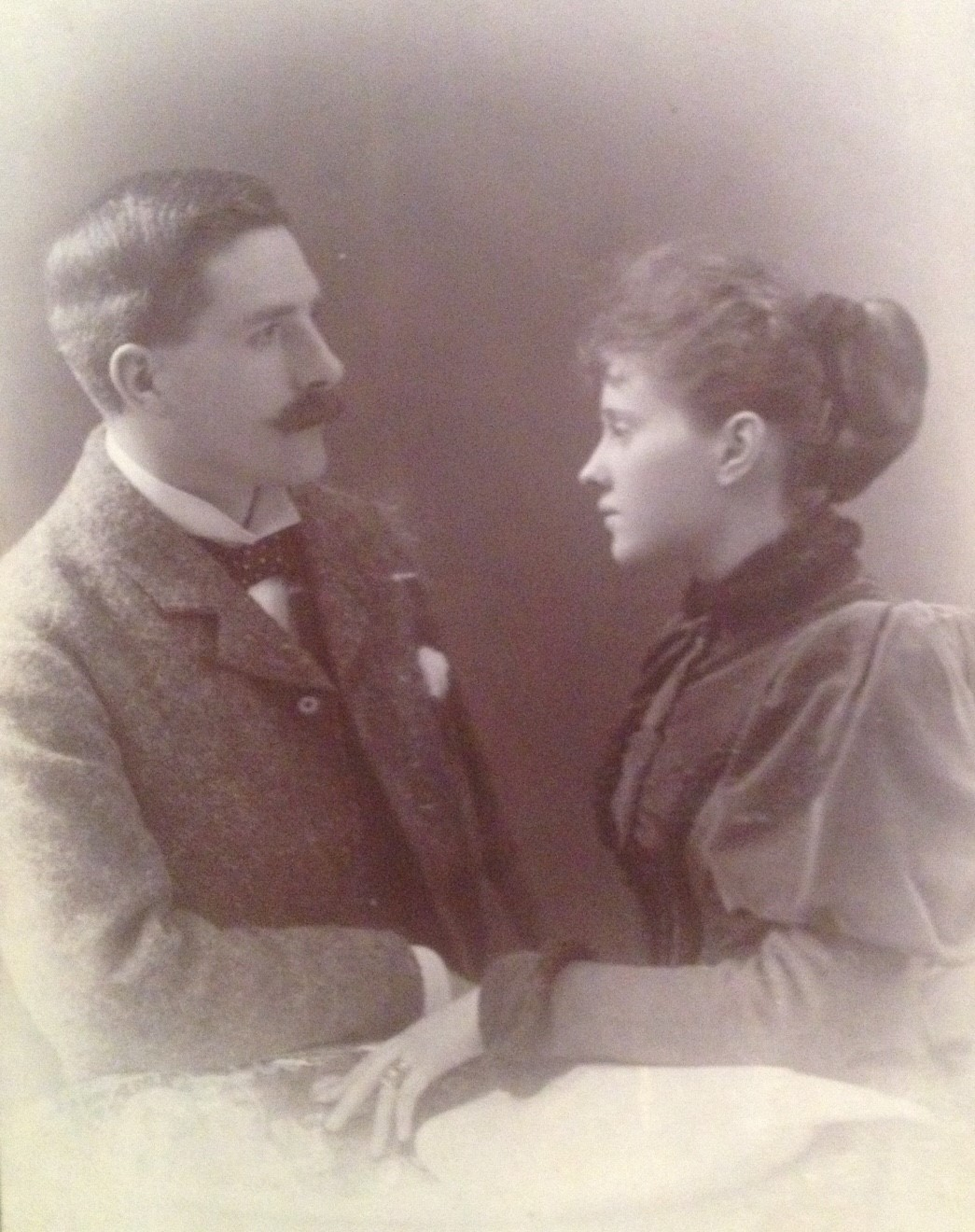
A. A. Gordon en zijn vrouw Maude

Majoor Archibald Alexander Gordon alias Major Gordon (3 september 1867 – 12 augustus 1949) CBE, MVO, was een Schots officier die tijdens de Eerste Wereldoorlog de militaire attaché was van koning Albert I van België. Hij was de jongere broer van William Eagleson Gordon die tijdens de Tweede Boerenoorlog de Victoria Cross (Britse hoogste militaire onderscheiding) werd toegekend. De alias "Major Gordon" werd hem gegeven door het Belgische koninklijke (militaire) huishouden en werd door prinses Marie José van België aan hem bevestigd in Hardelot, Frankrijk op 19 juli 1918.

## Jeugd en huwelijk

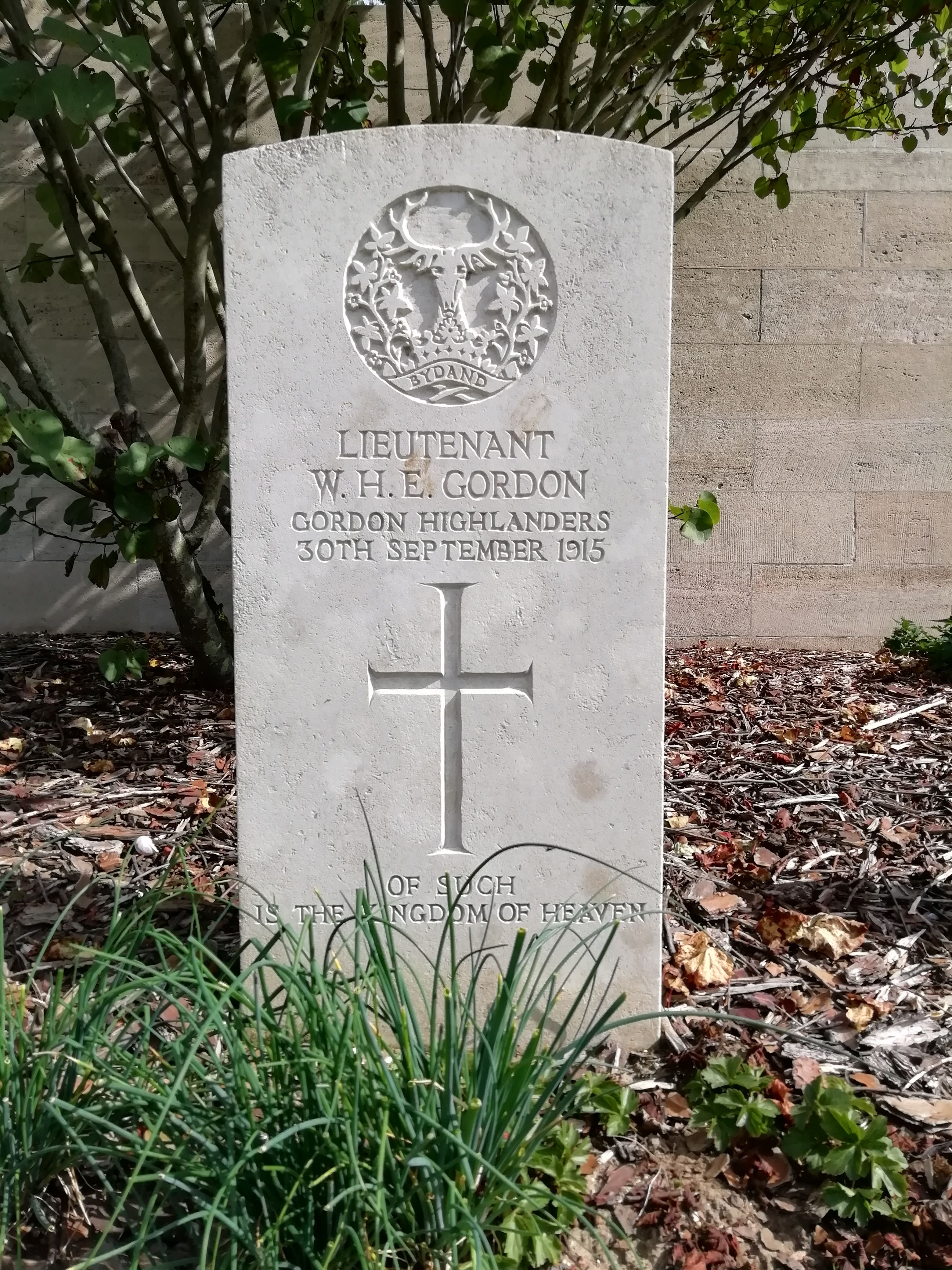
Graf van William Hyde Eagleson Gordon op Etaples Military Cemetery

Archibald Alexander Gordon werd geboren op 3 september 1867 in Bridge of Allan, Schotland, als de tweede zoon van dokter William Eagleson Gordon en Emily Maryann Dick. Gordon was de jongere broer van William Eagleson Gordon, oudere broer van Robert Aaron Gordon (die overleed in de lente van 1903) en broer van de twee zussen Emily Mckenzie en Helen Isabelle Gordon. Verder had hij een (half) broer, George Freer (Jr) aan moeders kant. Zijn vader vestigde het gezin in 'Haymont house' en bouwde het erf Homehill in Bridge of Allan. De beroemde Schotse chirurg Sir James Young Simpson verbleef voor korte tijd op uitnodiging van vader Gordon in de woning. Vader Gordon overleed onverwachts op 51-jarige leeftijd in 1873. Gordons moeder verhuisde de familie (met uitzondering van haar oudste zoon) voor een jaar naar Zwitserland. Hier ontmoette Gordon de beroemde Britse generaal-majoor Charles George Gordon (ook gekend als 'Chinese Gordon'). De familie keerde terug naar Schotland en Gordon genoot opleidingen aan de Stanley House School in Bridge of Allan, de Edinburgh Collegiate School en de Universiteit van Edinburgh. Na zijn studies maakte hij een wereldreis en ontmoette de beroemde Amerikaanse generaal William Tecumseh Sherman in New York. Hij bezocht Jamaica om het oude landgoed van zijn grootvader, Archibald Dick, te bezoeken. De afschaffing de slavenhandel in 1834 had ervoor gezorgd dat Archibald Dick met zijn gezin terug naar Schotland keerde en hier in armoede stierf. Gordon ontmoette tijdens zijn zoektocht een oude bevrijdde slaaf die voor zijn grootvader had gewerkt. In zijn memoires van 1939 verteld Major Gordon vol emotie over deze gebeurtenis. Na zijn terugkomst in de Verenigde Staten gaat hij aan boord van de SS City of Paris om zijn reis huiswaarts te maken en wordt hij getuige van haar ramp op 25 maart 1890.
In 1892 trouwde hij met Lizzie Maude Smith (24 januari 1872 – 13 juli 1929), de tweelingsdochter van generaal-majoor Edmund Davidson-Smith (27 juni 1832 – 8 september 1916), voormalig assistent-adjudant-generaal in Dublin. Het koppel kreeg de volgende drie kinderen:
- William Hyde Eagleson Gordon (23 augustus 1893 – 30 september 1915), tweelingbroer van Archibald George Ramsay Gordon. Hij studeerde aan Haileybury College en Sidney Sussex College in Cambridge waar hij zich tijdens de Eerste Wereldoorlog als onderluitenant aanmeldt bij de Gordon Highlanders. Na zijn opleiding kwam hij samen met zijn jongere broer Edmund op 5 mei 1915 aan in Frankrijk. Bevorderd tot luitenant diende hij het achtste bataljon Gordon Highlanders. Hij raakte dodelijk gewond aan het hoofd op 27 september 1915 tijdens de Slag om Loos en stierf aan deze verwondingen in Etaples Military Hospital op 30 september 1915 op 22-jarige leeftijd. William ligt begraven op het Etaples Military Cemetery in Pas-de-Calais, grafsteen I.B.17 en wordt vermeld op de Sidney Sussex College – Ante Chapel Memorial en de Haileybury College memorial.
- Archibald George Ramsay Gordon (23 augustus 1893 – 26 december 1893), tweelingsbroer van William H.E. Gordon.
- Edmund Robert Adam Gordon (25 maart 1896 – 5 oktober 1932), nam dienst bij het 7th Seaforth Highlanders en werd benoemd tot onderluitenant. Net als zijn broer William kwam hij aan in Frankrijk op 5 mei 1915. Hij overleefde de Slag om Loos maar leidde kort daarna aan geelzucht en zenuwzwakte. Major Gordon, die een bezoek aan zijn zoon aan het front bracht, vernam dat zijn zoon in een ziekenboeg verbleef. Hij bezocht daarop vijf veldhospitalen voordat hij werd geïnformeerd dat zijn zoon al was geëvacueerd naar een spoorwegovergang en op een trein van het Rode Kruis richting Engeland was gezet. Edmund herstelde van zijn ziekte en keerde uiteindelijk terug naar het front. Op 25 augustus 1917 kreeg Major Gordon het nieuws dat Edmund gewond was geraakt. Edmund liep een hevige been- en handwonde op. Hij werd verzorgd in het General Hospital N°8 in Rouen en werd overgeplaatst naar het hospitaal van Brighton waar zijn vader hem later bezocht. De toestand van Edmund verslechterde en hij onderging vele operaties die uiteindelijk leidde tot de amputatie van een deel van zijn hand en vingers. Edmund keerde later terug naar het front en overleefde de oorlog. In de jaren nadien kreeg hij vele gezondheidsproblemen. Hij trouwde in 1926 met zijn vrouw Vivienne Robert in Kensington en kreeg een zoon Peter die stierf in zijn kleutertijd. Edmund werd later gediagnosticeerd met tuberculose en overleed aan deze ziekte op 5 oktober 1932. Hij staat vermeld op de Haileybury College memorial en ligt begraven naast zijn zoon op het kerkhof van North Sheen Cemetery in Richmond.

Major Gordons peetzoon was Denys Lowson, burgemeester van Londen van 1950 tot 1951. In juni 1951 werd Lowson benoemd tot Baronet in de Engelse adelstand. Hij stierf op 10 september 1975.
Enkele van Major Gordons neven zijn kolonel Ronald Eagleson Gordon van de Royal Engineers en kapitein Colin Eccles Dick van de 2nd Royal Irish Fusiliers en omgekomen in de Tweede Boerenoorlog bij de gevechten van Blood River Poort. Colin wordt herdacht op een gedenksteen in de Zuid-Afrikaanse plaats Vryheid.

## Secretaris van de Franco-Scottish Society

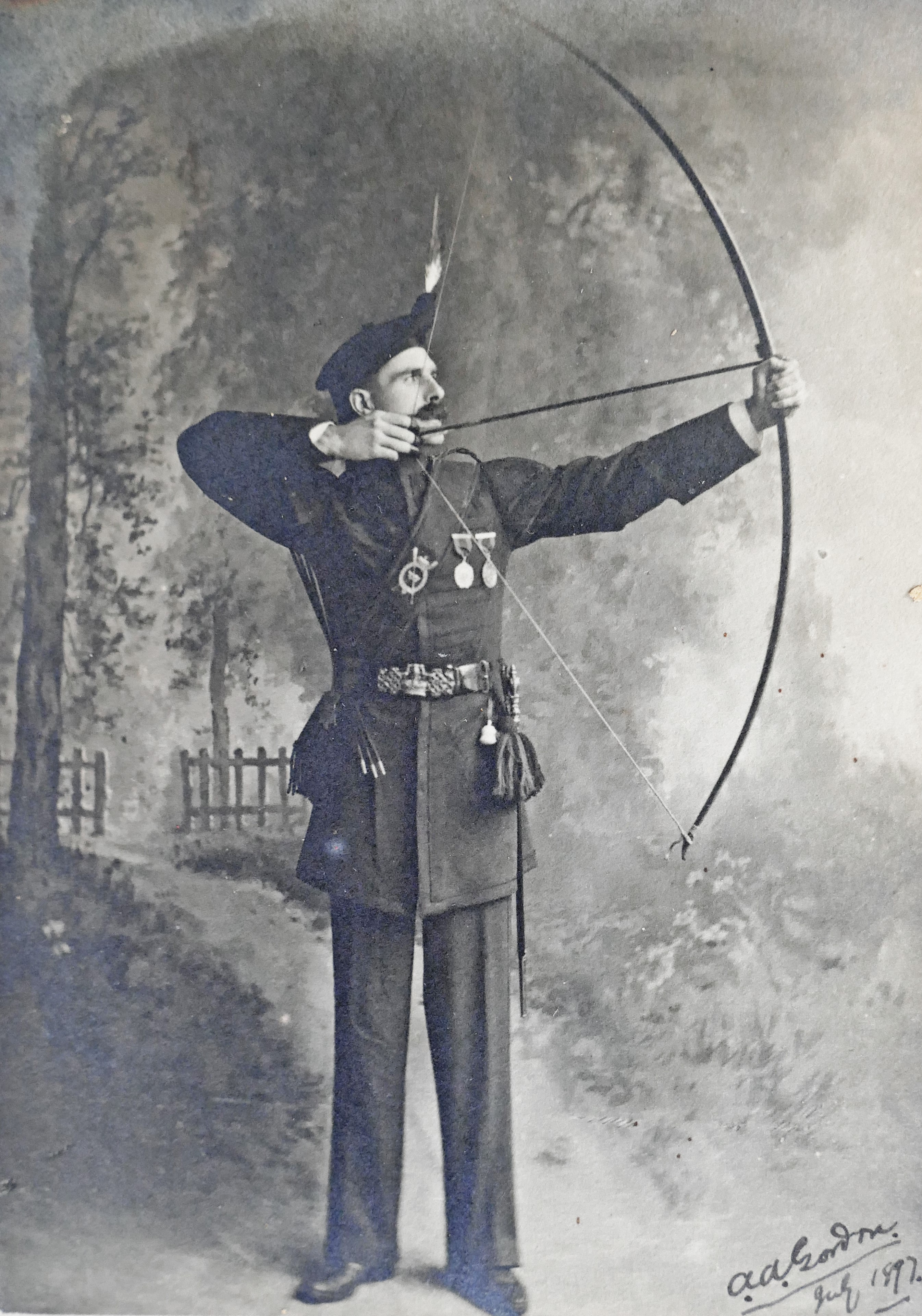
Major Gordon in de Royal Company of Archers

Na de dood van Archibald George Ramsay Gordon verhuisde Major Gordon met zijn gezin naar de ouderlijke woning van zijn moeder in Edinburgh. Zo zou zijn vrouw – die door de zware bevalling gezondheidsproblemen kreeg – de nodige gespecialiseerde dokters kunnen consulteren. Op zoek naar een inkomen voor zijn gezin werd Major Gordon de functie van secretaris voor de pas opgerichte Franco-Scottish Society aangeboden. Hij stemde toe. De Franco-Scottish Society is een zelfstandige vereniging met het statuut van een goed doel die de traditionele vriendschap tussen de Schotten en de Fransen sinds 1295 koestert. Een jaar na de oprichting werd in 1896 de Franse tak: Association Franco-Ecossaise opgericht in Frankrijk. In de zomer van 1897 plande de Franse afdeling van de Franco-Scottish Society een bezoek aan Edinburgh en de Schotse afdeling trof alle voorbereidingen. De Marquess of Lothian (hoofd van de Royal Company of Archers) en Lord Reay (burgemeester van Edinburgh) gaven toestemming om Bangueting Hall in kasteel Aldershot te gebruiken voor het banket. Dit maakte het een belangrijke historische gebeurtenis gezien Bangueting Hall voor het laatst werd gebruikt tijdens de kroning van Koning Charles I in 1625. Na het succesvolle evenement werd Major Gordon een zilverstuk geschonken in naam van de Franse gasten. Op 4 augustus 1898 werd Major Gordon gedecoreerd door de kersverse Franse regering van Félix Faure met het “Chevelier de l’Ordre Nationale de la Légion d’Honneur” voor zijn verdiensten in de Franco-Scottisch Society. Vanaf eind 1903 tot de zomer van 1904 organiseerde Major Gordon op vraag van Lord Reay de conferentie van het Institute of International Law in Edinburgh. Sir Donald Mackenzie Wallace (voormalig directeur van de buitenlandse afdeling van de krant The Times) en Friedrich Fromhold Martens, diplomaat en jurist van het Russische Keizerrijk werden geloten als gasten van Major Gordon. In de late herfst van dat jaar gidste Major Gordon de Duitse Hertog Johann Albrecht van Mecklenburg en diens vrouw Elisabeth van Saksen-Weimar-Eisenach tijdens een zevendaags bezoek door Schotland. De Quiach – Schotse drinkschaal – die Major Gordon van de hertog kreeg wordt bewaard door de Major A. A. Gordon Society. Major Gordon nam in het jaar 1906 ontslag bij de Franco-Scottish society om zijn diensten als privésecretaris voor de Hertog van Wellington op te nemen.

## Aanstelling in de Royal Company of Archers
In 1896 werd Major Gordon opgenomen in de Schotse elite-eenheid van de Royal Company of Archers. Deze eenheid belichaamd de lijfwacht voor de Britse monarch tijdens diens aanwezigheid in Schotland. De eenheid bevond zich op dat ogenblik onder leiding van Kapitein-generaal William Montagu-Douglas-Scott, 6e Hertog van Buccleuch. De kazerne van de eenheid is ‘Archers Hall’ in Buccleuch street in Edinburgh. Achter dit gebouw liggen de weiden van Hope Park die genoemd werden naar Sir Thomas Hope, die het park omvormde tot een boogschuttersveld.
Op 25 februari 1899 werden drie foto's van Major Gordon in zijn Royal Company of Archers' uniform gepubliceerd in Scottish Life. Major Gordon nam op 11 en 13 mei 1903 deel in het eerste staatsbezoek van koning Edward VII en Koningin Alexandra aan Schotland.

## Het Schotse vrijwilligers bataljon de 9th Royal Scots

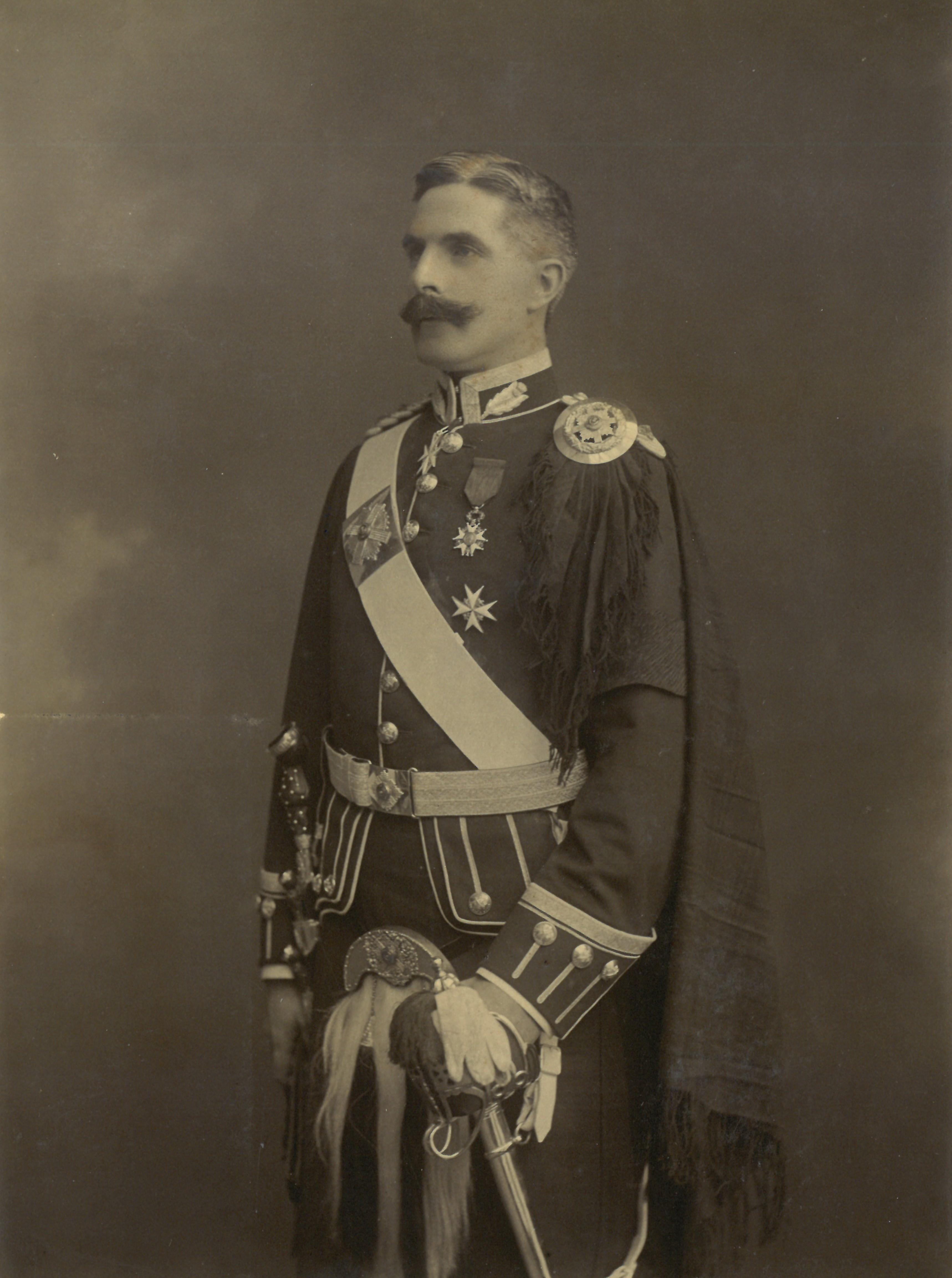
Major Gordon in zijn uniform van de 9th Royal Scots. 1901

Major Gordon richtte samen met James Ferguson en zijn vriend Andrew Gordon de 9th Volunteer Battalion Highlanders, Royal Scots op. Gordon werd op 6 augustus 1900 benoemd tot kapitein en was de eerste bevelhebbende officier van A-Company (de captain A. A. Gordon Cup werd naar hem genoemd). Tijdens de parade voor de kroning van Edward VII in 1902 stond hij aan het hoofd van zijn bataljon in Londen. Hij werd bevorderd tot majoor op 7 januari 1905 en later dat jaar benoemd tot brigademajoor. In mei 1906 liep hij een maand stage bij het Black Watch regiment. In het jaar 1905 volgde hij de Transport Course en de Course of Military Equitation in Aldershot. Hij raakte goed bevriend met kapitein – later luitenant-kolonel – James H. Clark, die de leiding had over B-company. Clark werd later de tweede bevelhebber over het bataljon wanneer luitenant-kolonel James Ferguson ontslag neemt in 1904. Tijdens de Eerste Wereldoorlog sneuvelde hij op 10 mei 1915 in de Tweede Slag om Ieper aan het hoofd van het 9th Argyll and Sutherland Battalion. Tijdens zijn aanstelling in de 9th Royal Scots had Major Gordon het genoegen om generaal Sir Archibald Hunter te ontmoeten. Generaal Hunter betrok hem bij de oprichting van de Queen Victoria School in Dunblane. Later werd hij gedecoreerd voor zijn inzet met de Koninklijke Orde van Victoria, 4e klasse. Op 26 mei 1906 nam Gordon ontslag bij de 9th Royal Scots om zijn baan als privésecretaris van Arthur Wellesley, 4th Duke of Wellington op te nemen in Londen.

## Secretaris van de 4e Hertog van Wellington
Sir Donald Mackenzie Wallace, de gast van Major Gordon tijdens het conferentie van het Institute of National Law, kreeg in de herfst van 1905 de opdracht van de 4e Hertog van Wellington, Arthur Charles Wellesly om op zoek te gaan naar een goede een privésecretaris. Sir Wallace's keuze was Major Gordon en hij vroeg hem in een brief of hij zijn naam mocht voordragen aan de hertog. Major Gordon stemde met trots toe en enkele dagen later ontving hij een uitnodiging van de hertog om enkele dagen bij hem en zijn familie te verblijven op het landgoed van Ewhurst Park bij Basingstoke. Na dit kort verblijf kreeg Major Gordon de baan van privésecretaris en diende deze vanaf februari 1906 op te nemen in Apsley House in Londen. In Apsley House nam Major Gordon vooral deel aan de sociale verplichtingen van de hertog en diens vrouw hertogin Kathleen Emily Bulkeley Williams. Bijkomend was Major Gordon curator van het hertogelijk museum en de Waterloo gallery. Tijdens zijn vroege dagen in Apsley House organiseerde de hertogin een koninklijk bal in de galerie waar koning Edward VII en koningin Alexandra de eregasten waren samen met dertig andere Britse en buitenlandse koninklijke familieleden.
Op een dag hoorde Major Gordon vanuit zijn kamer in Apsley House de hertogin een rondleiding geven aan enkele gasten. Opeens opende ze de deur en zei "En dit is de kamer van meneer Gordon". Tegelijkertijd kwamen de koninklijke prinsen en prinses Mary binnen. Major Gordon liet hen de 'Wellington dispatches' zien en de hertogin vroeg hem de kinderen te begeleiden naar de kluiskamer waar de magnifieke zilvercollectie werd bewaard. Major Gordon nam een olielamp en begeleidde hen naar de kelder. Net onder Apsley House bevonden zich de spoorlijnen van een metro en het geluid van de eerste trein die voorbij raasde, maakte prinses Mary onrustig. Plots greep ze de hand van Major Gordon voor haar comfort.
Wanneer koning Edward VII op 6 mei 1910 overleed kwamen vele Europese vorsten en staatsbeambten naar Londen voor de uitvaartceremonie. Elke grote woning in Londen, inclusief Apsley House, opende haar deuren om de gasten op te vangen. De selectie gebeurde via loterij en Aartshertog Franz Ferdinand van Oostenrijk-Este en zijn entourage won Apsley House. De hertog van Wellington en zijn vrouw trokken naar de Guards Club en Major Gordon werd aangesteld als gastheer. Major Gordon bracht de aartshertog naar zijn kamer die gevuld was met Madam Abel Chatenay rozen. Franz Ferdinand was een groot bloemenliefhebber en liet achter de naam van deze roos vragen via Prins Karl Kinsky van Wchinitz. Eenmaal hij de naam vernam maakte hij een telegram op voor zijn vrouw, de hertogin van Hohenberg, Sophie Chotek en berichtte haar dat hij de best ruikende en mooiste roos had gezien. Na de uitvaartceremonie van koning Edward VII verliet Franz Ferdinand al snel Apsley House. In de inkomhal overhandigde hij Major Gordon een gouden sigarettendoosje met het monogram van zijn oom, keizer Frans Jozef van Oostenrijk en schudde hem de hand. Major Gordon richtte zich hierna tot prins Karl van Wchinitz en vroeg of de aartshertog graag enkele planten van de roos, die hij zo bewonderde, wensten te ontvangen. Prins Karl keerde terug met een positief antwoord. Major Gordon vroeg de gunst aan zijn baas en vervolgens werden twaalf planten verstuurd naar de hoofdwoning van de aartshertog in Oostenrijk-Hongarije. Major Gordon ontving later een brief waarin de aartshertog zijn dank uitte.

## Eerste Wereldoorlog

### Organisator van de Belgian Relief Fund en held in de Slag om Antwerpen 1914
Bij het uitbreken van de Eerste Wereldoorlog werd Gordon gevraagd om een fonds op te richten in Engeland voor de Belgische vluchtelingen (Belgian Relief Fund) vanwege zijn betrokkenheid als secretaris bij het fonds voor de oprichting van het Waterloo monument in België. Gordon haalde veel hulpgoederen op en bracht deze in eigen persoon steeds over het kanaal naar de Belgische regering in Antwerpen. De snelle opmars van het Duitse offensief zorgde ervoor dat de Britse marine geen schepen meer wou riskeren voor overtochten van het kanaal. Dit zorgde ervoor dat Gordon samen met vele andere Britse officieren kwamen vast te zitten in Antwerpen. In het hotel St. Antoine, nabij de Groenplaats, ontmoette Gordon de toenmalige kolonel en latere generaal Jack Seely (de latere Lord Mottistone). Deze diende bij de Special Service en was de voormalige Britse staatssecretaris voor oorlog. Hij gaf Gordon zijn oude rang van majoor terug en maakte hem zijn ondergeschikte. Samen namen ze deel aan de verkenningen van de Britse troepen in de frontlinie en rapporteerde ze aan de Generale staf. Op een namiddag, toen beide in een stafvergadering bijwoonden, stormde een Belgische artillerieofficier de vergadering binnen met de boodschap dat het laatste fort van Antwerpen was gevallen. Op dit tragische nieuws reageerde de Belgische generaal Victor Deguise met de woorden "C'est fini!". Een grote evacuatie van Antwerpen naar Brugge en Oostende werd bevolen. Major Gordon en kolonel Jack Seely namen deel aan de evacuaties van de Britse troepen uit de frontlinie. Ze escorteerden de jonge mariniers over de pontonbrug van de Schelde en bereikten Brugge via Sint-Niklaas en Sint-Gillis-Waes waar ze op treinen werden geladen. Voor zijn heldhaftigheid werd Major Gordon gedecoreerd door Koning Albert I met het Burgerlijk Kruis, 1e klasse en kreeg hij op 4 november 1916 in de Edinburgh Evening Gazette de titel 'Scottish hero of Antwerp bombardement'. Na zijn aankomst in Oostende ging Major Gordon aan boord van de SS Invicta en keerde terug naar Engeland. Eens hij voet op eigen bodem zette, ontving hij een telegram om zich meteen te melden bij de First Lord of the Admiraly – Winston Churchill – eens hij in Londen aankwam. Bij zijn aankomst gaf hij een verslag over de gebeurtenissen in Antwerpen en kreeg de opdracht om tegen de volgende dag een compleet rapport op te maken.

### Russische vluchtelingen in Zeebrugge
Tijdens zijn verblijf in hotel St. Antoine in Antwerpen kwam Major Gordon in contact met de Russische prins Nicholas A. Koudacheff. De prins stelde Major Gordon in kennis dat zo'n drie tot vierduizend Russische studenten vanuit heel Europa naar Zeebrugge waren gebracht, maar dat de Russische regering weigerde een oorlogsschip te sturen om hen op te halen om de neutraliteit in het conflict te bewaren. Koudacheff vroeg aan Major Gordon of hij de situatie wou voorleggen met de Britse Admiraliteit en hen om hulp wou vragen. Hij stelde voor om een van de schepen die voor Major Gordons vluchtelingenfonds werden gebruikt ter beschikking te stellen. Bij zijn terugkeer in Londen schreef Major Gordon een brief naar de Admiraliteit met het verzoek maar verwachtte er weinig van. Tot zijn verbazing werd het verzoek toegestaan en toeristen(stoom)schepen op de Theems kregen opdracht om de Russische studenten op te halen en naar Engeland te brengen. Hier werden ze aan boord gebracht op een groot vrachtschip om zo hun reis huiswaarts te maken. Na de evacuatie ontving Major Gordon een prachtige gouden en geëmailleerde sigarettendoosje met het monogram van Tsaar Nicolaas II ingelegd met diamanten als dank voor zijn verwezenlijking. In 1917 ontving Major Gordon de ridderorde van de Orde van Sint-Anna (2e klasse) van de overgangsregering na de Russische Revolutie van 1917.

### Militaire attaché van koning Albert I (King's Messenger)

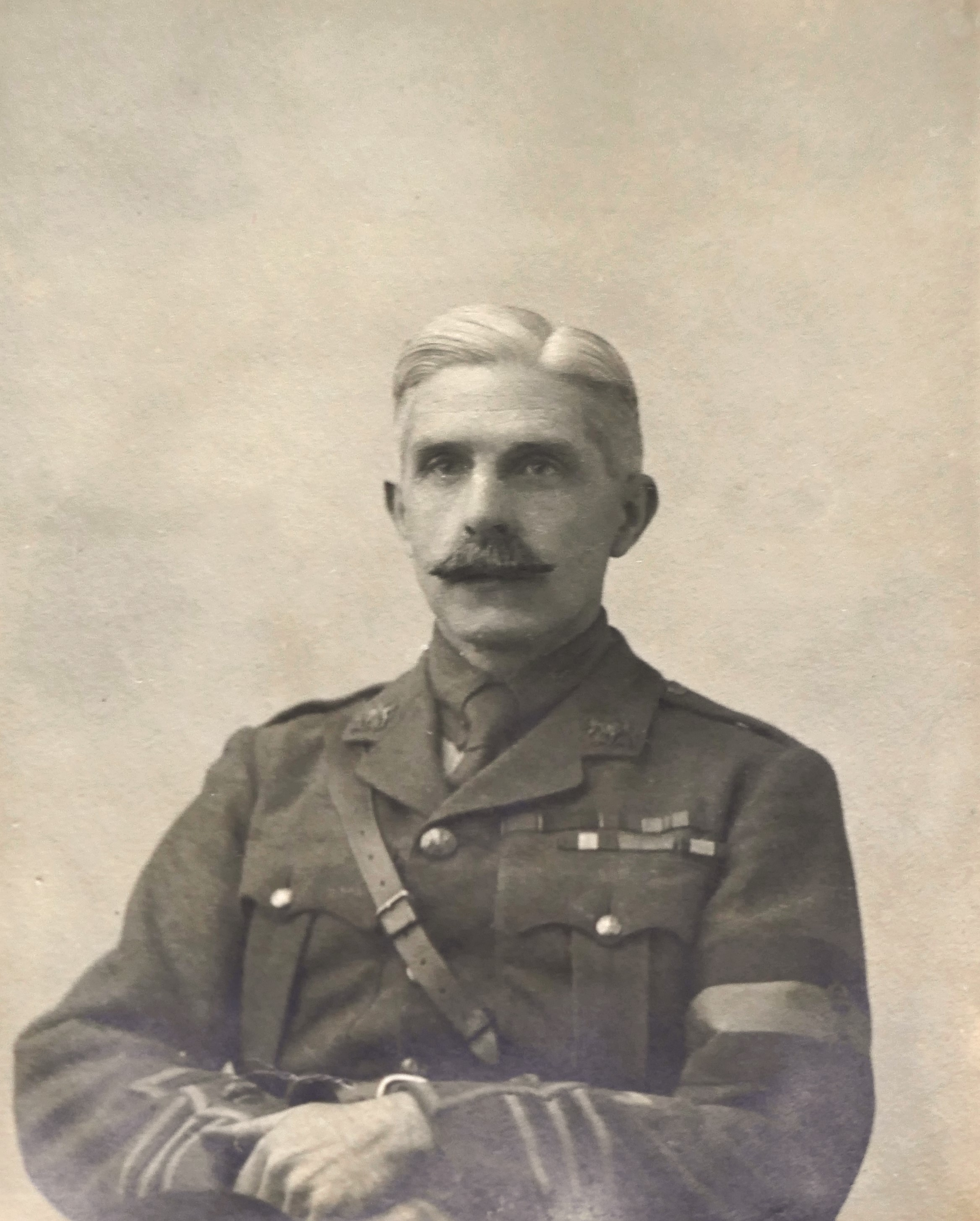
Major Gordon in Brits uniform met op zijn linkermouw zijn Belgische armband

Aan het einde van het jaar 1914 werd Major Gordon gecontacteerd door het Belgisch ministerie van Buitenlandse Zaken met de vraag of hij een opdracht kon uitvoeren voor koning Albert I in Londen. Major Gordon aanvaardde de opdracht, bracht ze tot en goed einde en reisde vervolgens naar De Panne, waar de koning en koningin op dat ogenblik verbleven. Bij zijn aankomst in De Panne werd hem later de functie van koninklijke militaire attaché (equivalent van de Britse titel: King's Messenger) van oning Albert I aangeboden. Major Gordon aanvaardde de functie met grote trots. Zijn eerste opdracht bestond uit het mee oprichten van koningin Elisabeth's militair hospitaal L'Océan in De Panne. De daarop volgende maanden ondernam Major Gordon vele reizen tussen België en het Verenigd Koninkrijk en de koning en koningin deden vaak beroep op hem voor persoonlijke missies. Een van deze missies was het zoeken en fotograferen van het graf van de Britse prins Maurice 'Maurits' van Battenberg, die gesneuveld was tijdens de Eerste Slag om Ieper op 27 oktober 1914. Zijn moeder, prinses Beatrice (jongste dochter van koningin Victoria) had hiervoor hulp gevraagd aan koningin Elisabeth zodat ze op de hoogte bleef over de toestand van het graf van haar zoon. Een andere taak die Major Gordon kreeg, was om een Frans hospitaal in Duinkerke te bezoeken gezien de koningin op de hoogte was gebracht dat er verscheidene Belgische soldaten verbleven in armzalige omstandigheden. Het hospitaal zou zwaar onderbemand zijn en maar over weinig middelen beschikken. Major Gordon bezocht het hospitaal en vernam dat het volledig bemand werd door slechts drie vrouwen, waaronder een oudere Britse dame. Zij getuigde aan hem dat er verscheidene gewonden soldaten zelfmoord hadden gepleegd door hoge koorts en ze dringend nood hadden aan verzorgingsmiddelen. Major Gordon vervolgde met een gebroken hart zijn weg naar Londen waar hij meteen de noodzakelijke verzorgingsmiddelen kocht en verzond naar het hospitaal zodat ze deze de volgende dag al zouden arriveren. Vervolgens trok hij naar het Franse consulaat in Londen waar hij de Franse ambassadeur (die een oude kennis van hem was) ontmoette om de situatie uit te leggen. De ambassadeur zei dat hij zou proberen om de situatie te verbeteren maar vroeg aan hem om niets publiek te maken. Major Gordon verzond die avond zijn rapport over de situatie van het hospitaal naar De Panne. In december 1914 begeleid Major Gordon de vrouw van de toenmalige Britse Eerste Minister H.H. Asquith naar het front, de Belgische koninklijke familie in De Panne en de Belgische regering in Saint Adresse in Frankrijk. Haar dagboekgetuigenis van deze reis werd gepubliceerd in het boek: Women's Writing on the First World War (1999).
Major Gordon bezocht tijdens zijn vrije tijd in België vaak de bekende Britse verpleegsters Elsie Knocker en Mairi Chisholm in Pervijze en bracht hen steeds proviand. In het jaar 1915 bezocht hij de zwaargewonde Britse kapitein John Aidan Liddell in het hospitaal van De Panne. Deze piloot was boven Brugge zwaargewond geraakt maar wist met buitengewone heldhaftigheid zijn vliegtuig in geallieerd gebied te landen. Zijn toestand verslechterde en zijn moeder reisde af van het Verenigd Koninkrijk naar De Panne en vergezelde hem naast zijn ziekenbed tot hij op 31 augustus 1915 overleed. Net voor zijn dood ontving hij het bericht dat hij onderscheiden was met de Victoria Cross. Zijn zus, Dorothy Liddell, meldde zich later als vrijwillig verpleegster in hospitaal L'océan en verzorgde er de gewonden tot het einde van de oorlog.
In januari 1916 vond de gevangenenruil tussen Major Gordon's oudere broer William Eagleson Gordon en de Duitse prins Emanuel zu Salm-Salm plaats. Na een gevangenschap van anderhalf jaar keerde William in kritieke toestand met het Rode Kruis terug huiswaarts waar hij al snel herstelde en herenigd werd met zijn gezin. Later in dat jaar bracht Major Gordon de muziekleraar van koningin Elisabeth], Eugène Ysaÿe en zijn entourage van Londen naar De Panne voor het entertainment van de gewonden in het hospitaal van de koningin. Lionel Tertis, een van de bandleden van Ysaÿe, schreef een verslag van deze reis dat gepubliceerd werd in het boek Eugène Ysaÿe et la musique de chambre door Michel Stockhem. Onder het entourage van Ysaÿe bevond zich de Belgische kunstenaar Victor Rousseau die samen met Major Gordon het ontwerp van de koningin Elisabeth medaille vervaardigde. In hetzelfde jaar reisde Major Gordon met de Belgische majoor Preud’homme, officier d’Ordonnance du Roi naar het Londen. Preud'homme had de opdracht om de koninklijke kinderen op het landgoed Hackwood van Lord Curzon op te zoeken. Koning Albert I wenste dat elk van zijn kinderen een brief schreef voor Paus Benedictus XV gezien deze geschenken had gestuurd voor hen naar De Panne. De brieven werden bezorgd aan Major Gordon in Apsley House waar hij deze in een omslag verzegelde en met de post verstuurde. Wanneer Major Gordon de volgende keer aankwam in De Panne vroeg de koning hem wie hij de brieven had toevertrouwd om naar Rome te brengen. Major Gordon verontschuldigde zich bij de koning en zei dat hij de brieven met de post had verzonden. De koning stond perplex en zei dat het waarschijnlijk een primeur was dat zijne excellentie zulks pakket met de post zou ontvangen.
Op 14 februari 1917 kwam Major Gordon's moeder te overleden in haar woning in Moffat. Datzelfde jaar vond er een verschuiving van de strijdmachten plaats en werden veel Britse eenheden in en rond De Panne geplaatst terwijl de koninklijke familie haar intrek nam in de hoeve Chalet de Moëres alias Sint Flora. Haar maakte de Engelse fotograaf Richard N. Speaight artistieke foto's van de koning die later door vliegtuigen over heel bezet België werden gestrooid. Baron A. van Caloen zou het jaar nadien één van deze pamfletten aan Major Gordon laten zien wanneer kasteel van Loppem uitgekozen werd als hoofdkwartier voor koning Albert I en de Belgische regering.
In het jaar 1918 plande de Belgische Koninklijke familie een reis naar Engeland voor het zilveren Jubilee van koning George V en koningin Mary. Major Gordon ontving een telegram met de boodschap dat de Belgische koninklijke familie zou arriveren in de eerst volgende dagen. Hij haastte zich naar Buckingham Palace om de komst van de Belgische koning aan te kondigen en werd ontvangen door prins Alexander van Teck (later Lord Athlone) en werd later vergezeld door Prinses Alice van Albany (vrouw van Prins Alexander van Teck) en Lord Stamfordham. Na het overleg vroeg Lord Stamfordham aan Major Gordon om samen het goede nieuws over te brengen aan Lord Curzon. Hierna boekte Major Gordon de nodige kamers in het Grand Hotel in Folkestone en ging naar de haven waar hij werd opgewacht door admiraal Roger Keyes. Deze informeerde hem dat de koning en koningin zouden arriveren in twee aparte vliegtuigen en dat de rest van het entourage via een oorlogsschip zou aankomen. Na de ontvangst werd de volledige bagage tijdelijk verloren gewaand maar uiteindelijk laat in de avond aan het hotel afgeleverd. In de vroege ochtend betrad koning Albert de hotelkamer van Major Gordon in nachtkledij en bracht hem op de hoogte dat het geschenk voor de Britse koninklijke familie was achtergebleven in De Panne. Hij vroeg Major Gordon of hij nog vlug iets gepast kon gaan kopen in het dorp. Major Gordon – die bijna glimlachte – zei tegen de koning dat niets toepasselijk kon gekocht worden in een kleine stad als Folkestone. Major Gordon stelde hierna voor om Lord Curzon op te bellen in Londen en hem een geschikt geschenk te laten kopen. Er werd telefonisch contact gelegd en Lord Curzon vertrok direct naar New Bondstreet om een toepasselijk geschenk te kopen. Nadat de prijs was overeengekomen, werd de vraag gesteld hoe het geschenk ongezien aan de koninklijke entourage kon bezorgd worden. Major Gordon stelde voor om het geschenk te laten afleveren aan de hoofdinspecteur van de politie in Buckingham Palace, met wie Major Gordon goed bevriend was, samen met het bericht dat het geschenk alleen aan hem mocht overhandigd worden. Op 6 juli 1918 vertrok Major Gordon samen met de koninklijke entourage van Folkestone naar Londen en was opgelucht om zijn vriend (de politie-inspecteur) aan de poort van Buckingham Palace te zien met het geschenk. Deze werd onopvallend in de wagen van de koning geplaatst en enkele minuten later werd koning Albert ontvangen op het plein van Buckingham Palace waar hij het geschenk aan koning George V overhandigde (zonder enig idee wat erin zat).
Tijdens het koninklijk bezoek aan Engeland in 1918 nam Major Gordon samen met de Belgische kolonel Auguste Tilkens de dagelijkse verplichtingen door in een kamer van Buckingham Palace. Beide werden vergezeld door prins Karel die bij de tafel aan het raam tekende en verschillende schetsen aan het maken was. Na een tijd kwam Major Gordon naar hem toe en zag hoe de prins een waxstaaf had gebruikt om het blazoen van Engeland af te drukken op een vel papier. De prins had echter geen bescherming op de ondergrond gelegd waardoor de wax in het leer van de antieke tafel was getrokken. Kolonel Tilkens sprak kwade taal tegen de prins en voegde eraan toe dat de koning op de hoogte diende te worden gebracht. Nadat een geschikte straf was opgelegd aan de prins begaf Major Gordon zich naar de curator van Buckingham Palace om de toestand uit te leggen. De man sprak de volgende vriendelijke woorden: "boys must be boys".
Koning Albert I nam tijdens zijn verblijf in het Verenigd Koninkrijk de gelegenheid om Schotland te bezoeken om zo de Grand Fleet te zien. De koning werd vergezeld door Alexander van Teck / Lord Athlone en Sir Charles Cust en de koninklijke suite (waaronder de latere generaal Raoul van Overstraeten, auteur van het Engelstalige boek: The war diaries of King Albert) van Victoria Station naar Edinburgh. Op de trein ontving Major Gordon het bericht met het verzoek van de koning dat hij hem persoonlijk zou gidsen door de stad. Tijdens hun bezoek aan Edinburgh Castle herkende een Schots officier, die bezig was met een driloefening, koning Albert I en riep het bataljon tot de orde. Koning Albert was zeer vereerd en vernam dat de officier net terug was van het Belgische front waar hij nabij Ieper in de loopgraven had gevochten. De koning zei later tegen Major Gordon: "Major, jou treft de schuld voor deze vertoning, jou armband heeft me verraden!". Koning Albert en koningin Elisabeth bezochten vervolgens samen de Grand Fleet en koningin Elisabeth vroeg of ze een foto van haar mocht schenken aan het schip dat haar naam droeg, de H.M.S. Queen Elisabeth. De foto werd genomen en permanent op het dek geplaatst. ze had de inscriptie: H.M. Queen Elisabeth to H.M.S. "Queen Elizabeth" 9.7.1918.
De alias "Major Gordon" vindt haar oorsprong uit de volgende gebeurtenis. Tijdens een onderhoud met prinses Marie-José in Hardelot op 19 juli 1918 gaf de prinses Major Gordon een berisping over het feit dat hij haar konijn, Marshal Soult riep met de naam Soult. De prinses zei: “Major Gordon, niet moeilijk dat mijn konijn u niet gehoorzaamt, haar naam is ‘Marshal Soult’ en niet ‘Soult’, zo weet ze niet dat u op haar roept. Het is net of ik u zou aanspreken met Gordon en niemand weet wie ik bedoel, maar wanneer ik spreek over Major Gordon zou ik direct begrepen worden, gezien iedereen weet wie Major Gordon is.”
Aan het einde van het jaar 1918 werd Major Gordon getelefoneerd door koning Albert in zijn woning met de boodschap dat de koning zich in Oostende bevond. Dit betekende dat het bevrijdingsoffensief grote vorderingen maakte. De koning vroeg of Major Gordon prins Leopold zo snel mogelijk van Engeland naar België kon brengen. Eenmaal aangekomen in België zochten Major Gordon, de Belgische majoor Jean Dujardin en de Franse commandant Martin een geschikt hoofdkwartier voor de koning in en rond Brugge. Uiteindelijk werd het kasteel van Loppem van baron van Caloen gekozen. De stad Brugge was zeer moeilijk te bereiken met de auto doordat vele bruggen door de vijand waren opgeblazen. Beide slaagde erin om de stad toch te bereiken en werden ontvangen door een mensenmassa die dacht dat de koning zijn intrede deed. Door de opstopping vervolgde majoor Dujardin zijn weg te voet verder om zijn verplichtingen uit te voeren. Major Gordon herinnerde zich ineens de inhoud van een brief die hij tijdens het verblijf van de koning in Engeland had ontvangen. De brief was van een Britse moeder die wanhopig enig nieuws wenste te ontvangen van haar dochter die in het Engels Klooster van Brugge verbleef. Major Gordon had de moeder geantwoord dat Brugge de meeste geïsoleerde plaats aan het Westfront was waar de Duitse onderzeeërs hun basis hadden. Nu Brugge was bevrijd begaf Major Gordon zich naar het Engels Klooster om inlichtingen te nemen over de dochter van de vrouw. Bij zijn verschijning aan het hek werd hij warmhartig ontvangen door moeder-overste die zeer verheugd was een Britse officier te zien. Major Gordon vroeg of zuster Sealy aanwezig was. De zuster antwoordde dat ze niemand kende met de naam Sealy. Ze dacht een tweede keer na en vroeg of er geen vergissing kon zijn gebeurd en dat de naam niet Sealy was maar Leahy. Major Gordon ging ervan uit dat dit het geval was en zuster Leahy werd geroepen. Na enkele ogenblikken verscheen ze aan het hek en sloopte dit bijna wanneer ze over de brief van haar moeder hoorde. Ze vroeg aan Major Gordon of hij tijd had om te wachten zodat ze een antwoord voor haar moeder kon schrijven. Major Gordon stemde toe en een half uur later kwam Leahy terug met een 40-tal brieven. De andere zusters hadden vernomen dat er een Britse officier buiten stond en hadden van de gelegenheid gebruik gemaakt om ook een brief naar huis te schrijven. Major Gordon, die volgens de legercode geen brieven mocht vervoeren, nam ze aan en smokkelde ze Engeland binnen.
Na de wapenstilstand op 11 november 1918, werd Major Gordon door koning Albert uitgenodigd om mee in de koninklijke entourage de intocht van Brussel op 22 november 1918 te vieren. Een belofte die de koning in het begin van Major Gordon's aanstelling als Kings Messenger had gedaan. Tijdens de feestelijkheden voor het koninklijk paleis zat Major Gordon tussen burgemeester Adolphe Max en Kardinaal Mercier. Major Gordon had de kardinaal al meermaals ontmoet tijdens de slag om Antwerpen en bezocht hem nog meerdere malen na de oorlog. Bij zijn laatste bezoek schonk Kardinaal Mercier hem twee glasramen van de Sint-Romboutskathedraal.

## Na de oorlog en latere leven
Na de oorlog kreeg Major Gordon de opdracht van koning Albert om de 'Belgische schat' terug te halen uit Engeland. Deze missie was extreem gevoelig door geheimhouding en de vele trips die gemaakt moest worden met slechts een auto door het verwoeste landschap van België en Frankrijk. De opdracht kwam tot een goed einde en Major Gordon werd onderscheiden met het commandeur in de Kroonorde. Major Gordon ontving hierna nogmaals een geheime taak in Nederland in de omgeving van Breda. Hier kwam het tot een uitermate gevaarlijke confrontatie tussen hem en een Nederlandse schildwacht. Gelukkig keerde hij ongeschonden terug naar België en het Verenigd Koninkrijk.
Major Gordons oudere broer vroeg hem kort na de oorlog of hij inlichtingen kon verzamelen in de streek waar de Gordon Highlanders hun nederlaag leden in augustus 1914 of hier het lichaam van een jonge Schotse officier was gevonden. De familie had herhaaldelijk inlichtingen gevraagd aan het adres van William. Major Gordon beloofde zijn medewerking ondanks hij er weinig hoop op had. Hij schreef verschillende parochies en kloosters aan. Tot zijn verbazing kreeg hij een positief antwoord van een priester die het lichaam had gevonden en het in de graftombe van zijn kerk had bewaard. De persoonlijke bezittingen had hij tijdens de oorlog verborgen omdat hij wist dat op een dag de familie de man zou komen opzoeken en deze belangrijk waren voorde identificatie. Major Gordon schreef over de ontdekking in een brief aan zijn broer en al snel reisden de familie af naar Frankrijk. Uiteindelijk namen ze de beslissing dat hun jonge familielid zijn rust zou behouden in de parochie die hem zo lang onderdak had verleend.
De 4e Hertog van Wellington, Major Gordons baas, die zijn zoon kapitein Lord Richard Wellesley had verloren in de Eerste Slag om Ieper, reisde na de oorlog met Major Gordon naar de laatste rustplaats van zijn zoon. In 1920 ontving Major Gordon het bericht dat koning George V hem persoonlijk verzocht om deel uit te maken van het entourage voor het Belgisch staatsbezoek aan Engeland. Tijdens deze gelegenheid ontving Major Gordon het commandeur in de Leopold II-orde en een gesigneerde portretfoto van koning Albert I. Tijdens de feestelijkheden werd een bal gegeven waar de Duitse ambassadeur, dokter Stahmer en zijn vrouw aanwezig waren. Major Gordon bevond zich in het gezelschap van Sir Edward Wallington en zag hoe de Duitse gasten verwaarloosd werden. Op zijn verzoek gingen hij en Wallington een gesprek aan met hen. Later op de avond bevond Major Gordon zich in het gezelschap van de hertog van Connaught. Deze uitte zijn sympathie over het initiatief dat Major Gordon en Wallington hadden genomen om met de ambassadeur een gesprek aan te gaan. Major Gordon vertelde de hertog dat de ambassadeur en zijn vrouw al hun kinderen in de oorlog hadden verloren en dat hij veel sympathie voor hen had gezien hij een soortgelijk gevoel kende.

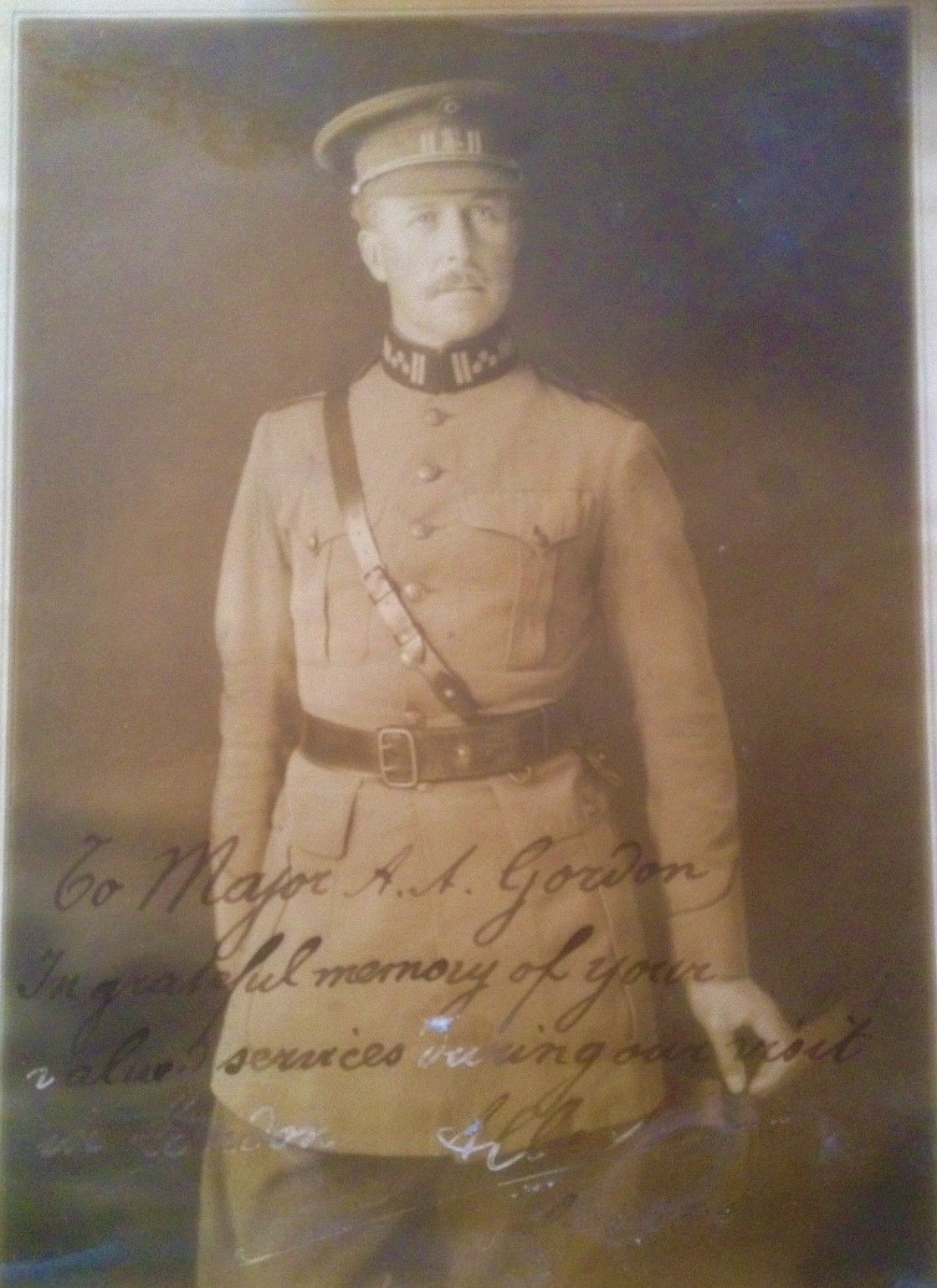
gesigneerde foto geschonken door koning Albert I aan Major A.A. Gordon

De aanhoudende gezondheidsproblemen van zijn vrouw zorgde ervoor dat Major Gordon ontslag nam als privésecretaris van de Hertog van Wellington. Major Gordon dacht dat de gezonde lucht van het Britse platteland zijn vrouw beter zou doen en het koppel verhuisde naar Stow-on-the-Wold. Na enkele maanden concludeerde dokters dat de hoogte van Stow-on-the-Wold niet optimaal was voor Maude's gezondheid. Uiteindelijk vinden ze hun toevlucht in Major Gordons geboortedorp Bridge of Allan in Schotland. Het dorp bood een ideaal klimaat voor Maude en het koppel genoot er de volgende jaren een gelukkig leven. Maude overleed op 13 juli 1929 in Jessamine en werd begraven in Logie Cemetery.
In het jaar 1922 ontvangt Major Gordon het bericht van het Belgische koninklijke huishouden dat de koning hem persoonlijk verzoekt om naar Laken te komen voor de ontvangst van het Britse staatsbezoek aan België. Dit zou Major Gordons laatste opdracht voor de Belgische koninklijke familie worden. Major Gordon nam deel aan de festiviteiten en leidde een excursie voor de Britse koningin Mary door België wanneer haar man afreisde naar verschillende oorlogsgraven. Rond Antwerpen gaf Major Gordon een getuigenis van de gebeurtenissen in 1914 en bij hun aankomst in Mechelen ontmoette hij opnieuw Kardinaal Mercier, die – ondanks vooraf was gevraagd de aankomst van de koningin niet publiekelijk te maken – de klokken van de Sint-Romboutskathedraal deed luidden voor haar aankomst. Major Gordon had voordien ook al een gelijkaardige excursie gemaakt met de Britse admiraal David Beatty.
Wanneer de huwelijksdatum van prinses Marie-José van België en de Italiaanse kroonprins Umberto aangekondigd wordt, stuurt Major Gordon een zeer origineel cadeau voor de prinses naar Laken. Wanneer de prinses het Britse oorlogsschip Marshal Soult tijdens de oorlog had bezocht was haar lievelingsknuffel "Fifi" in zee gevallen. De bemanning kon de knuffel opvissen, maar Fifi was volledig gehavend. Op het schip kreeg de prinses een konijn dat ze Marshal Soult noemde en schonk Fifi later aan Major Gordon. Major Gordon had de knuffel al die tijd in een glazen vitrine geplaatst in zijn woning. Hij stuurde de knuffel vervolgens naar de bekende Britse speelgoedmaker Puller's, die Fifi restaureerde. Major Gordon kocht vervolgens een Schotse broche en een plaatsten deze op een paars lint die hij rond Fifi bond. Hij stuurde het pakket naar de Belgische ambassadeur in Londen die het naar Laken bracht. Major Gordon kreeg kort nadien een grote bedanking van de koninklijke familie toegestuurd.

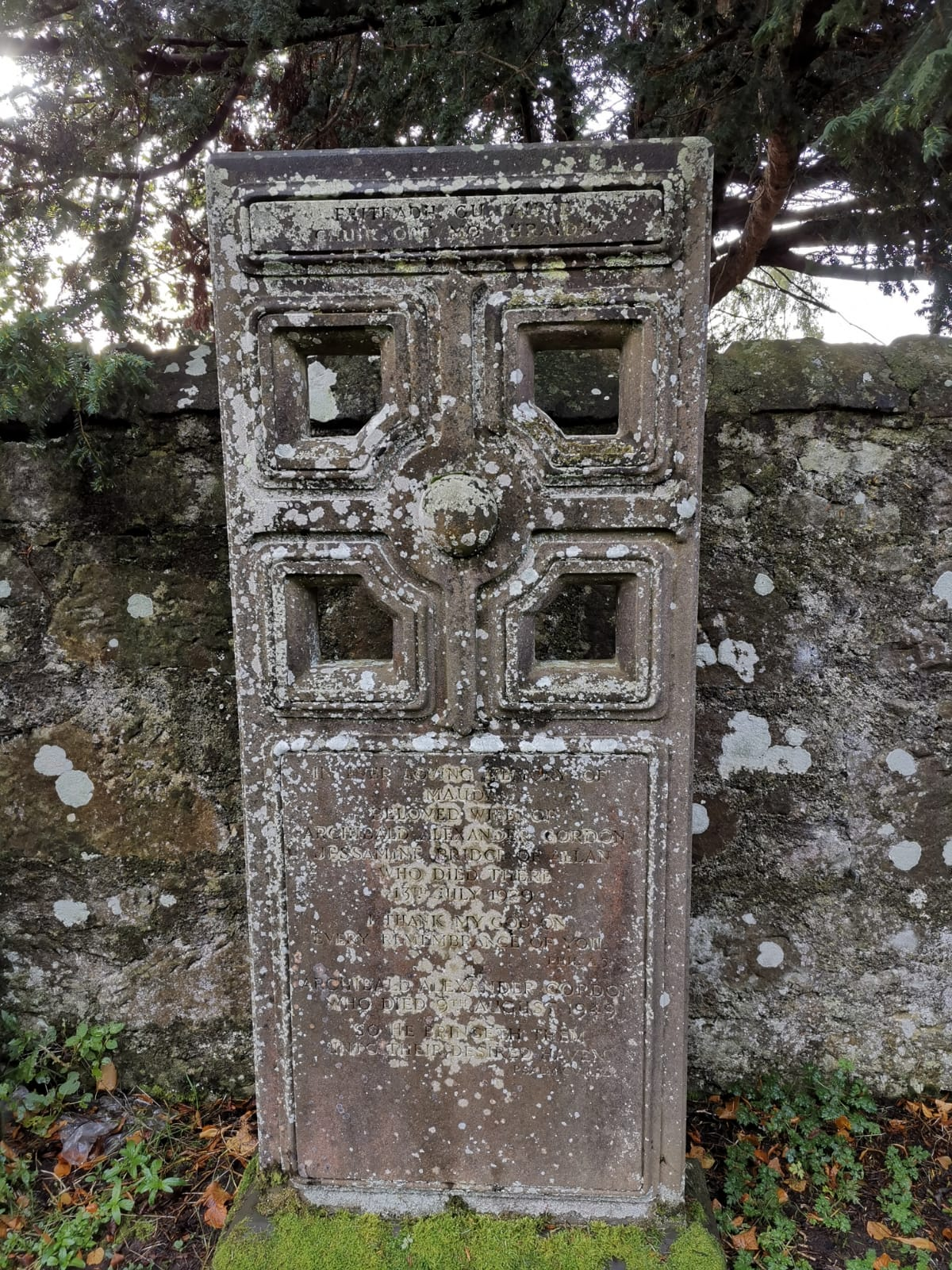
Het graf van Major A.A. Gordon en zijn vrouw in Logie Cemetery, Stirlingshire, Scotland

Major Gordons jongste zoon Edmund, wiens longen door ziekte tijdens de Eerste Wereldoorlog zwaar beschadigd waren, werd later vastgesteld met tuberculose. Hij stierf op 5 oktober 1932 in Chelsea aan de gevolgen van deze ziekte. Het verlies van Edmund - de laatste afstammeling van Major Gordons gezin - vergde een zware tol op hem. Op de dag van Edmunds overlijden schreef Major Gordon in zijn bijbel "And thus our family ends" (En zo eindigt onze familie).
Na de dood van Edmund maakte Major Gordon zijn eerste cruisereis met de Helenic Travellers Club naar het "Heilige Land" (Jeruzalem). Op zijn reis bezoekt hij veelal archeologische- en heilige sites in Europa. In 1936 reisde hij opnieuw naar Palestina, het huidige Israël en was getuige van de opgravingen en vondsten van de mozaïeken van de Kerk van de Vermenigvuldiging van Broden en Vissen. Om ervoor te zorgen dat de mozaïeken bewaard zouden blijven verzamelde hij de som van £400 op voor een overkapping. Zo verscheen het Engelse artikel: "Een Schot bouwt een kapel in Galilea". Major Gordon leerde vele vrienden kennen in Galilea zoals Vader Tapper en vertaalde hij het boek "Church of the Multiplying of the Loaves and Fishes at Tabgha, Lake of Galilee, and its Mosaics" van Alfons M. Scheider in 1937.
In 1939 keerde Major Gordon met de Helenic Travellers Club na vijftig jaar terug de habitat van zijn grootvader, Archibald Dick. Steden als Trinidad waren volledig onherkenbaar voor hem geworden. Bij zijn aankomst werd hij opgewacht door een familielid met wie hij vijftig jaar geleden had verbleven en die hem meteen herkende. Tijdens zijn cruisereizen ontmoette Major Gordon veel nieuwe vrienden die hem telkens overhaalde om zijn memoires te publiceren. Uiteindelijk stemde hij, tegen wil en dank, hierin toe. De Britse schrijfster Anna Masterton Buchan die schreef onder het pseudoniem O. Douglas gaf hem assistentie. Het boek werd uitgebracht in 1941 onder de titel: 'Culled from a Diary' met een voorwoord van zijn goede vriend Lord Mottistone.
In de avond van 4 november 1940 gooide een Duitse vijandig vliegtuig zijn bommen los over Piccadily Square. Een ervan sloeg in op de bovenverdieping van de In&Out Club waar op dat ogenblik Major Gordons broer William verbleef. De dienstjongens renden van de kelder naar buiten en haalden de zwaargewonde William en majoor A. Crozier van onder het puin. Majoor Crozier overleed kort nadien in het hospitaal. Williams toestand verslechterde en hij overleed op 10 maart 1941. Hij ligt begraven op St Alban’s Churchyard in Hindhead. Williams Victoria Cross medaillegroep werd door zijn dochter Valerie geschonken aan het Gordon Highlanders museum in Aberdeen.
Major Gordon stierf op 12 augustus 1949 en ligt begraven naast zijn vrouw in Lodgie Cemetery in Stirlingshire. De grafsteen bevindt zich schuin tegenover deze van zijn vader, moeder en oudste zus. Major Gordon verdeelde zijn nalatenschap tussen Brigade-generaal Cameron Gordon Graham Nicholson, oudste zoon van zijn jongste zus en zijn trouwe neef kolonel Ronald Eagleson Gordon. Ronald zorgde ervoor dat de overlevering van Major Gordons familie overging op zijn zoon Cyril Vivian Eagleson Gordon die het doorgaf aan zijn kinderen. Cameron Nicholsons broer Brigadier Reginald Arran Graham Nicholson schonk een deel van zijn familiegeschiedenis aan het Imperial War Museum in Londen.

## Eretekens
|  | Commander of the Order of the British Empire (CBE)          | (British) 24 August 1917                                           |
|  | Member of the Royal Victorian Order (MVO)                   | (British) 4th class, 1908                                          |
|  | Knight of Grace of the Venerable Order of Saint John (KStJ) | (Esquire 20 September 1898) (Knight of Grace 19 December 1900)     |
|  | Officer of the Order of Leopold with Palm                   | (Belgium)                                                          |
|  | Commander of the Order of the Crown                         | (Belgium) 13 June 1919                                             |
|  | Commander of the Order of Leopold II                        | (Belgium)                                                          |
|  | Officer of the Legion of Honour                             | (France) 16 January 1920                                           |
|  | Officer of the Instruction Publique (Golden Palms)          | (France)                                                           |
|  | member of the Order of Saint Anna                           | 2nd Class (Imperial Russia)                                        |
|  | Commander of the Order of the Crown of Italy                | 29 November 1918                                                   |
|  | Knight of the Order of Saint Jago                           | (Portugal)                                                         |
|  | Knight of the Order of Isabella the Catholic                | (Spain)                                                            |
|  | 1914 star and bar                                           | (British Campaign medal)                                           |
|  | British War Medal 1914-20                                   | (British Campaign medal)                                           |
|  | Victory Medal 1914-18                                       | (British Campaign medal)                                           |
|  | Coronation medal of King Edward VII                         | (British) 1902                                                     |
|  | Coronation medal of King George V                           | (British) 1911                                                     |
|  | Jubilee medal of King George V                              | (British) 1935                                                     |
|  | Coronation medal of King George VI                          | (British) 1937                                                     |
|  | Croix de guerre (Palms)                                     | (Belgium) 31 July 1917                                             |
|  | King Albert Medal                                           | (Belgium) 18 August 1920                                           |
|  | Queen Elisabeth Medal with Red Cross                        | (Belgium) 1918 – Major Gordon took part in the design of the medal |
|  | Civic Cross First Class (Swords and Bar)                    | (Belgium)                                                          |
|  | Croix de guerre (Palms)                                     | (France)                                                           |
|  | Medal of French Gratitude 'Silver'                          | (France) 3 December 1920                                           |

## Autobiografie

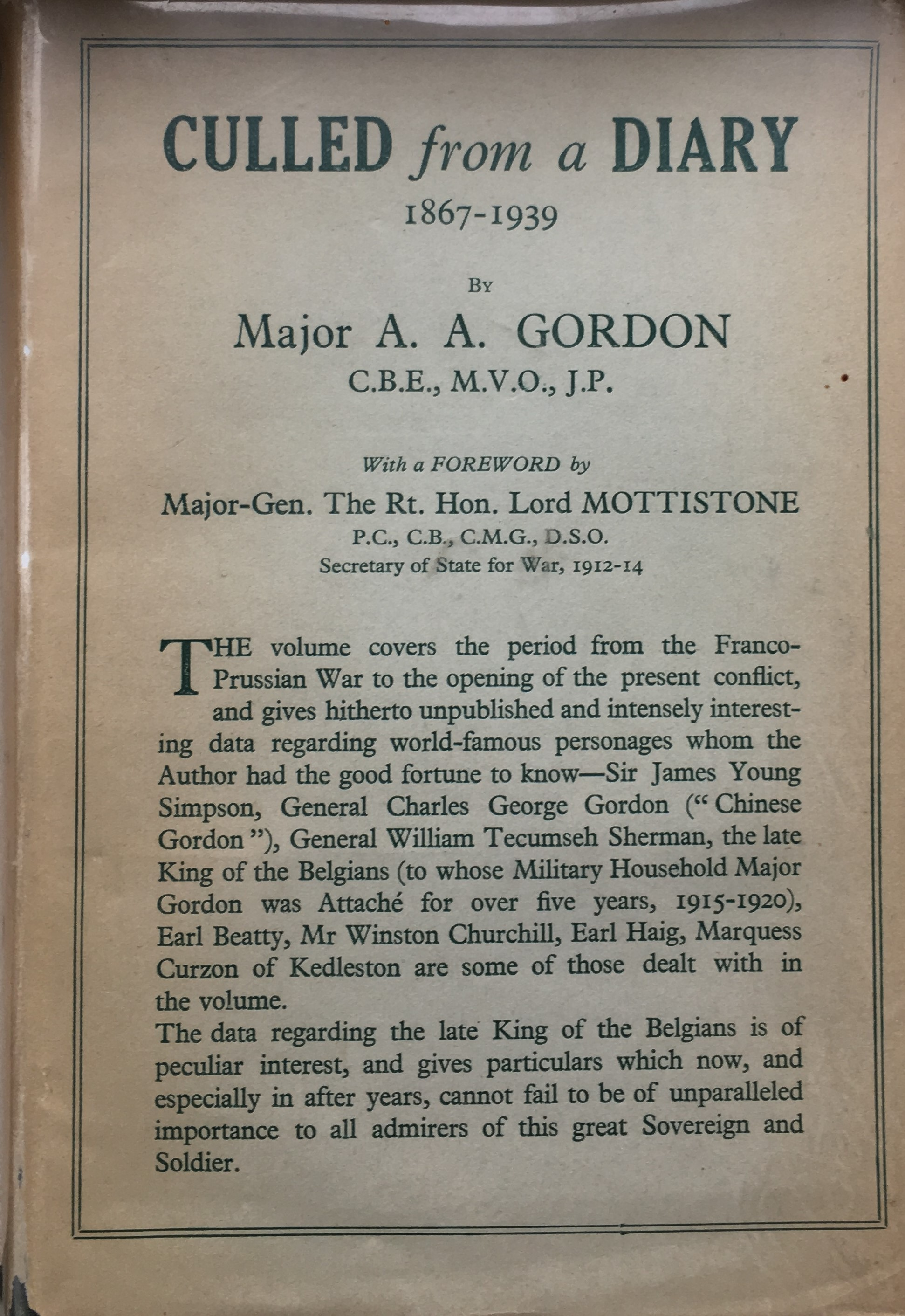
"Culled from a diary" – Boyd & Oliver – 1941

In 1941 verschenen Major Gordon memoires onder de titel Culled from a Diary (1867 – 1939). Het boek werd uitgegeven door Oliver & Boyd en het voorwoord werd geschreven door zijn oude vriend Jack Seely, Lord Mottistone. Major Gordon verduidelijkt in zijn inleiding dat het boek is geschreven aan de hand van geschriften uit zijn dagboeken. Zo wou hij niet afgaan op zijn eigen herinneringen die soms afdwalen van de werkelijkheid. Verder verduidelijkt hij dat hij dit boek tegen zijn wil heeft geschreven en onder de druk van vooraanstaande personen die hem aandrongen om een verslag na te laten van zijn getuigenissen die op een dag een grote betekenis zouden hebben. In zijn inleiding bedankt Major Gordon de bekende Britse schrijfster Miss Anna Buchan, die publiceerde onder het pseudoniem O. Douglas, voor haar bijdrage aan het boek. Als tweede dankt hij generaal-majoor Lord Mottistone. Als laatste dankt hij Dom Ernest Graf van St. Mary's Abbey in Devon voor zijn advies en aanmoediging, gezien hij zonder zijn aanmoediging nooit in het avontuur van auteur zou zijn gestapt. Het boek bestaat uit zeventien hoofdstukken en telt 206 pagina's.

## Vereniging
In augustus 2019 stichtte men in België de Major A. A. Gordon Society.De vereniging is 's werelds prominente non-profitorganisatie die het leven van Major A. A. Gordon en zijn familie bestudeert. Als Anglo-Belgische vereniging onderhoudt ze vele contacten in binnen- en buitenland. Op haar website vindt men verschillende artikels, de stamboom van de Gordon-familie, belangrijke personen in het leven van Major Gordon, en de King's Messenger Collectie. Laatst genoemde bezit bijzondere persoonlijke en historische stukken uit de nalatenschap van Major Gordon samen met gerelateerde objecten. Eén van de belangrijkste collectiestukken is de gesigneerde portretfoto van koning Albert I van 1922. Deze foto gaf de start voor het onderzoek naar Major Gordon. Andere belangrijke stukken zijn de drie originele koninklijke armbanden die Major Gordon droeg tijdens zijn functie als King's Messenger en een Schotse zilveren Quaich die Major Gordon geschonken werd door hertog Johan Albrecht van Mecklenburg-Schwerin en zijn vrouw. De vereniging brengt een maandelijkse digitale nieuwsbrief uit voor haar leden.

## Links
- Website Vereniging A.A. Gordon
- Archibald Alexander Gordon, Find a Grave